# Otway (Ohio)
Otway es una villa ubicada en el condado de Scioto en el estado estadounidense de Ohio. En el Censo de 2010 tenía una población de 87 habitantes y una densidad poblacional de 161,49 personas por km².

## Geografía
Otway se encuentra ubicada en las coordenadas 38°51′54″N 83°11′18″O / 38.86500, -83.18833. Según la Oficina del Censo de los Estados Unidos, Otway tiene una superficie total de 0.54 km², de la cual 0.53 km² corresponden a tierra firme y (1.92%) 0.01 km² es agua.

## Demografía
Según el censo de 2010, había 87 personas residiendo en Otway. La densidad de población era de 161,49 hab./km². De los 87 habitantes, Otway estaba compuesto por el 94.25% blancos, el 0% eran afroamericanos, el 3.45% eran amerindios, el 0% eran asiáticos, el 0% eran isleños del Pacífico, el 0% eran de otras razas y el 2.3% pertenecían a dos o más razas. Del total de la población el 0% eran hispanos o latinos de cualquier raza.